# Llorenç Soldevila i Balart
Llorenç Soldevila i Balart   (Monistrol de Montserrat, 22 d'agost de 1950 - Argentona, 10 de desembre de 2022) va ser un escriptor, filòleg, historiador de la literatura, professor d'ensenyament secundari i professor universitari català.
Cursà estudis en filologia catalana i magisteri i, després de doctorar-se en Filologia Catalana, es dedica a l'ensenyament. Durant prop de trenta anys, entre el 1978 i el 2004 ha impartit la docència en l'ensenyament secundari. En la seva etapa de professor d'institut a Terrassa primer, i a Mataró després, durant els anys vuitanta, començà a col·laborar, conjuntament amb Ramon Pinyol, Manuel Llanas i Glòria Casals, en l'elaboració de llibres de text destinats a ensenyar llengua i literatura (Solc: literatura catalana amb textos comentats), a més d'una antologia literària (Garba: antologia de textos literaris catalans) i, també, edicions de textos amb finalitat didàctica, que assoliren una àmplia difusió. Des de l'any 2005 també va ser professor titular de la Universitat de Vic, tot i que amb la UVic hi va entrar en contacte de molt abans. Allà va impartir docència tant a la Facultat d'Educació, Traducció i Ciències Humanes com a la Facultat d'Empresa i Comunicació. Vinculat a l'escoltisme des de ben jove, participà en la creació de les revistes Art i Esplai i Faig.
En l'àmbit de la recerca i la investigació, es va dedicar a l'estudi i divulgació de l'obra de Jeroni Zanné, del moviment de la Nova Cançó, el descobriment de la qual el portà dedicar-li, anys més tard, la seva tesi doctoral. Publicà Antologia poètica de Jacint Verdaguer (1986) i tingué cura de diferents edicions d'aquest i altres autors. En l'àmbit pedagògic, també ha elaborat propostes didàctiques sobre les obres de Jacint Verdaguer, Josep Pla, Mercè Rodoreda, Agustí Bartra, Miquel Martí i Pol i Baltasar Porcel. Com a estudiós de la literatura, va preparar, a més a més, rutes literàries sobre aquests i altres autors i sobre parts del territori català, com el Montseny i les Guilleries, les Illes Balears i el País Valencià, entre les quals, Una ruta planiana (1988) i Ruta literària de Miquel Martí i Pol (2004), i d'estudis com La cançó catalana (1959-1984) (1984) i Una novel·la són paraules. Introducció a l'obra de Mercè Rodoreda (2000). Va intervenir en diferents manuals escolars d'ensenyament de la literatura i va dirigir la col·lecció «Les Eines» de l'editorial Proa. L'any 2010 presentà el primer volum de la col·lecció «Geografia literària», Comarques barcelonines, al qual, fins al 2018, li seguirien nou volums més sobre la resta de la geografia dels Països Catalans, Comarques lleidatanes, l'Alt Pirineu i l'Aran, Comarques tarragonines i Terres de l'Ebre, Comarques gironines, Illes Balears i Pitiüses, País Valencià, Barcelona nova, Barcelona vella, Barcelona nova i el Barcelonès. Va impulsar el portal web Endrets.cat, i va coordinar la línia «Literatura i Territori» del grup de recerca Texlico. També és el creador dels premis Agustí Bartra, encara vigents. En total, la seva bibliografia es compon de més de 400 treballs.
A Argentona, l'any 1999, fundà el Centre d'Estudis Argentonins Jaume Clavell, on fou el primer president, càrrec que ocupà fins 2009 quan passà a ser-ne vicepresident i el 2022 que ocupà el càrrec de vocal. Fou l'impulsor de la Tardor Literària d'Argentona, de la que se n'han celebrat vint-i-dues edicions, per on ha passat el bo i millor de la literatura dels Països Catalans. Té nombrosos articles publicats en la revista Fonts, butlletí i revista de recerca de l'entitat. L'any 2022 inaugurava la ruta literària d'Argentona.